# 道格拉斯鎮區 (伊利諾伊州易洛魁縣)
道格拉斯鎮區（英語：Douglas Township）是位於美國伊利諾伊州易洛魁縣的一個行政鎮區。

## 地方資料
根據2010年美國人口普查的數據，道格拉斯鎮區的面積為115.80平方千米，當中陸地面積為115.60平方千米，而水域面積為0.20平方千米。當地共有人口2008人，而人口密度為每平方千米17.34人。